# Gobierno Regional de Ica
El Gobierno Regional de Ica es el órgano con personalidad jurídica de derecho público y patrimonio propio, que tiene a su cargo la administración superior del departamento de Ica, Perú, y cuya finalidad es el desarrollo social, cultural y económico. Tiene su sede en la capital regional, la ciudad de Ica.
Está constituido por el Gobernador Regional y el Consejo regional.

## Gobernador regional
Desde el 1 de enero de 2023 el órgano ejecutivo está conformado por:
- Gobernador Regional: Jorge Carlos Hurtado Herrera

## Gerencia regional
Desde el 1 de enero de 2019 el órgano administrativo está conformado por:
- Gerencia General Regional: Álvaro Jesús Huamaní Matta
- Gerencia Regional de Planeamiento, Presupuesto y Acondicionamiento Territorial: Nilton Edilberto Hernández Roque
- Gerencia Regional de Seguridad, Defensa Nacional y Gestión de Riesgo de Desastres: César Eduardo Guillén Vásquez
- Gerencia Regional de Infraestructura: Víctor Pastor Arango Salcedo
- Gerencia Regional de Asesoría Jurídica: Norka Monzón Cárdenas
- Gerencia Regional de Desarrollo Económico: Elder Daniel Agüero Rospigliosi
- Gerencia Regional de Desarrollo Social: Carlos Manuel Edmundo Praeli Rojas
- Gerencia Regional de Recursos Naturales y Gestión Ambiental: Víctor Eduardo Injante Palomino

## Consejo regional
El consejo regional es un órgano de carácter normativo, resolutivo y fiscalizador, dentro del ámbito propio de competencia del Gobierno Regional, encargado de hacer efectiva la participación de la ciudadanía regional y ejercer las atribuciones que la Ley Orgánica de Gobiernos Regionales del Perú respectiva le encomienda.
Está integrado por 19 consejeros elegidos por sufragio universal en votación directa, de cada una de las 11 provincias del departamento. Su periodo es de 4 años en sus cargos. 